# Mohammad Rizwan (Cricketspieler)
Mohammad Rizwan (Urdu محمد رضوان; * 1. Juni 1992 in Peschawar, Pakistan) ist ein pakistanischer Cricketspieler, der seit 2015 für die pakistanische Nationalmannschaft spielt.

## Aktive Karriere

### Anfänge in der Nationalmannschaft
Erstmals in den Kader für die Nationalmannschaft nominiert wurde Rizwan im Juli 2013 für die Tour in den West Indies, kam jedoch dabei nicht zum Einsatz. Im nationalen Cricket sicherte er bei der Quaid-e-Azam Trophy 2014/15 mit einem Double-Century im Finale den Titel für Sui Northern Gas Pipelines Limited. Rizwan gab sein Debüt in der Nationalmannschaft im ODI- und Twenty20-Cricket bei der Tour in Bangladesch im April 2015. In seinem ersten ODI erzielte er dabei ein Half-Century über 67 Runs, womit er jedoch die erste Niederlage seit dem Cricket World Cup 1999 gegen Bangladesch nicht vermeiden konnte. Im Juli reiste er mit dem Team nach Sri Lanka und erreichte dort ebenfalls ein Fifty (52 Runs). Im nationalen Cricket führte er Peshawar mit einem Fifty im Finale zum Gewinn des Haier T20 Cup 2015/16. Zu Beginn der Saison 2015/16 konnte er in Simbabwe abermals ein Half-Century über 75* Runs im ersten ODI erreichen. Sein Debüt im Test-Cricket gab er im November 2016 in Neuseeland.
In der Folge konnte er sich jedoch nicht im Team halten, auch weil Kapitän Sarfraz Ahmed die Aufgabe als Wicket-Keeper fest im Griff hatte. Im Januar 2019 bekam er seine nächste Chance. Zwei Monate später erzielte er dann bei der Tour gegen Australien im zweiten ODI mit 115 Runs aus 126 Bällen sein erstes internationales Century. Im vierten Spiel der Serie gelang ihm dann ein zweites Century über 104 Runs aus 102 Bällen. Dennoch reichte keiner dieser Leistungen zum Sieg und Pakistan verlor die Serie 5–0. Für den Cricket World Cup 2019 wurde er trotzdem nicht nominiert. Nach dem Turnier wurde er wieder für das Team nominiert und nicht mehr nur als Ersatz für Sarfaraz Ahmed betrachtet, sondern auf Grund seiner Batting-Leistungen hervorgehoben.

### Etablierung in der Nationalmannschaft
Ahmed verlor im Oktober auf Grund schlechter Leistungen die Kapitänsrolle und Rizwan übernahm in den nächsten Monaten in allen Formaten von ihm die Rolle als wichtigster Wicket-Keeper. In der Test-Serie im November 2019 konnte er in Australien ein Fifty über 95 Runs erreichen. Im Sommer 2020 erreichte er bei der Tour in England zwei Fifties (72 und 53 Runs) in der Test-Serie und wurde dafür neben Jos Buttler zum Spieler der Serie ausgezeichnet. Im Dezember reiste er mit dem Team nach Neuseeland. Dabei konnte er zunächst ein Fifty in der Twenty20 Serie erzielen (89 Runs) und wurde dafür als Spieler des Spiels ausgezeichnet. In der Test-Serie gelangen ihm dann drei Fifties in vier Innings (71, 60 und 61 Runs). Daraufhin folgte eine Tour gegen Südafrika. In der Test-Serie erreichte er im zweiten Test ein Century über 115* Runs 204 Bällen, wofür er als Spieler der Serie ausgezeichnet wurde. In der zugehörigen Twenty20-Serie erreichte er ein Century über 104* Runs aus 64 Bällen, sowie ein weiteres Fifty (51 Runs). Auch hier wurde er zum Spieler der Serie gekürt. Beim Gegenbesuch in Südafrika folgten dann zwei Fifties (74* und 73* Runs) in den Twenty20s, ebenso wie zwei weitere in Simbabwe (82* Runs und 91* Runs).
Im Sommer begann er die Tour in England mit einem Fifty in der ODI-Serie (74 Runs). In der Twenty20-Seie konnte er dann zwei weitere (63 und 76* Runs) hinzufügen. Den ICC Men’s T20 World Cup 2021 ermöglichte er dann mit einem Fifty über 79* Runs den Sieg gegen Indien. Nachdem er ein weiteres Fifty beim Sieg gegen Namibia erreichte (79* Runs), war sein Half-Century (67 Runs) im Halbfinale gegen Australien nicht ausreichend um den Finaleinzug zu ermöglichen. Nach dem Turnier erreichte er ein Fifty (53* Runs) in der Test-Serie in Bangladesch und zwei weitere (78 und 87 Runs) bei den Twenty20s gegen die West Indies. Für letzteres wurde er abermals als Spieler der Serie ausgezeichnet. Für die Leistungen im Jahr 2021 wurde er dann vom Weltverband als bester twenty20-Spieler des Jahres gekürt. Im März konnte er gegen Australien im zweiten Test ein Century über 104* Runs aus 177 Bällen erzielen und so ein Remis ermöglichen.

### Bis heute
Der Sommer 2022 begann mit einem Fifty in der ODI-Serie gegen die West Indies (59 Runs). Ein solches gelang ihm im August auch in den Niederlanden. Beim Asia Cup 2022 konnte er sowohl gegen Hongkong (78*  Runs) und Indien (71 Runs) jeweils ein Half-Century erzielen. In der Vorbereitung zur nächsten Weltmeisterschaft gelangen ihm dann zunächst gegen England drei Fifties (88*, 88 und 63 Runs) in der Twenty20-Serie. Bei einem Drei-Nationen-Turnier in Neuseeland konnte er dann zwei Fifties gegen Bangladesch (78* und 69 Runs) erreichen für die er jeweils als Spieler des Spiels ausgezeichnet wurde.